# 烏延查剌
烏延查剌，金国将领。他是銀青光祿大夫蒲轄奴的儿子，官至興平軍節度使。

## 传记
烏延查剌力气很大，勇猛果敢。正隆六年（1161年）伐宋，諸猛安謀克兵皆行，州縣没有防备。契丹括裏陷韓州，圍困信州，遠近的人感到害怕。查剌从咸平出发，遂率本部急速返回信州，與括裏交戰打败了他。不久括裏又整顿军队围攻，而且在登其城，查剌推下巨木壓去，压死很多人，括裏于是解围撤去。查剌左右手持兩大鐵簡，簡重數十斤，人號為「鐵簡萬戶」。在韓州東约八里的地方追上了括裏，敌军就在平坦的野地里布阵，查剌亲自带领精锐，用鐵簡左右揮擊。敌军没有不倒仆的。敌军不能列阵，烏延查剌于是换馬督促軍队重新攻击。敌军大敗，就逃跑了，東京、咸平、隆州又恢复了安定。
金世宗即位，查剌去晋见，充任護衛，為驍騎副都指揮使，任萬戶。擊窩斡，在花道交戰。大軍尚未集合，查剌在左翼，带着六百騎與敌军交戰，殺敌三千餘人。完颜宗亨、蒲察世傑七謀克交戰不利，世傑逃到查剌軍中，敌军合圍进攻。查剌用圆阵拒抵御，完颜宗敘軍來援，敌军于是撤退。烏延查剌西過嫋嶺，在陷泉追到敌军。敌军先犯右翼，查剌迎擊之，敌军退走。窩斡让左右刺杀烏延查剌，敌军中有護衛阿不沙身長有力，举起大刀自後砍查剌，查剌回顧，用簡背擊中阿不沙，打断了他的右臂。與紇石烈志寧軍合擊，敌军遭到大败。
窩斡被平，任命為宿直將軍，賜銀三百兩、重彩二十端。因为父亲去世而解职，服丧期未满，以原职起用，承襲其父猛安，任命为蔡州防禦使，改任宿州，升迁昌武軍節度使，改任鎮守邠州。在担任賀宋歲元使，射淮上柳樹，箭尾都射进树里。宋人平素就听聞过他的名字，为此非常惊奇。改鳳翔尹，入為右副點檢，出為興中尹，改任婆速路總管。高麗忌憚他的威名，但凡因事到婆速路的人，望見就跪拜他。大定二十五年（1185年），任興平軍節度使，死在任上。

## 评价
金史/卷86：「查剌貞愨寡言，平居極和易，及臨戰奮勇，見者無不辟易，雖重圍萬眾，出入若無人之境雲。」

## 家庭
- 父：蒲轄奴